# Marco Ruffo
Marco Ruffo, auch Mark Frjasin (russisch Марк Фрязин), (geb. vor 1485; gest. nach 1495) war ein italienischer Architekt des 15. Jahrhunderts.
Er lebte unter anderem in Russland und wirkte beim Bau des Moskauer Kremls mit. In Russland wurde Ruffo gemeinhin Mark Frjasin (russisch Марк Фрязин) genannt. Frjasin war dabei ein Pseudo-Familienname, der vom altrussischen Wort frjas für „Ausländer“ abgeleitet ist. Dieser Name wurde damals ohne Unterschied vielen in Russland lebenden Ausländern gegeben. So hießen mindestens drei weitere italienische Kreml-Architekten des 15. Jahrhunderts Frjasin: Anton Frjasin (Antonio Gilardi), Bon Frjasin (bürgerlicher Name unbekannt) und Alewis Frjasin (Aloisio da Milano).
Marco Ruffo war im Zeitraum zwischen 1485 und 1495 in Moskau auf Einladung des Großfürsten Iwan III. tätig. Vorher wirkte er in Mailand als Militärarchitekt. Dort traf er den venezianischen Botschafter, der im Auftrag Iwans III. Bauschaffende für den Kreml suchte, und kam auf diese Weise nach Moskau. Dort entstanden nach seinem Entwurf mehrere bis heute erhaltene Kreml-Türme, darunter der Erlöser-, der Beklemischew- und der Nikolausturm. 1491 stellte Ruffo außerdem den Facettenpalast des Kremls gemeinsam mit seinem Landsmann Pietro Antonio Solari fertig.
1991 wurde in Moskau das 500-jährige Bestehen des Facettenpalastes gefeiert; dabei war ein Nachfahre Marco Ruffos, Fürst Rufo Ruffo, anwesend.